# Lepel (bestek)

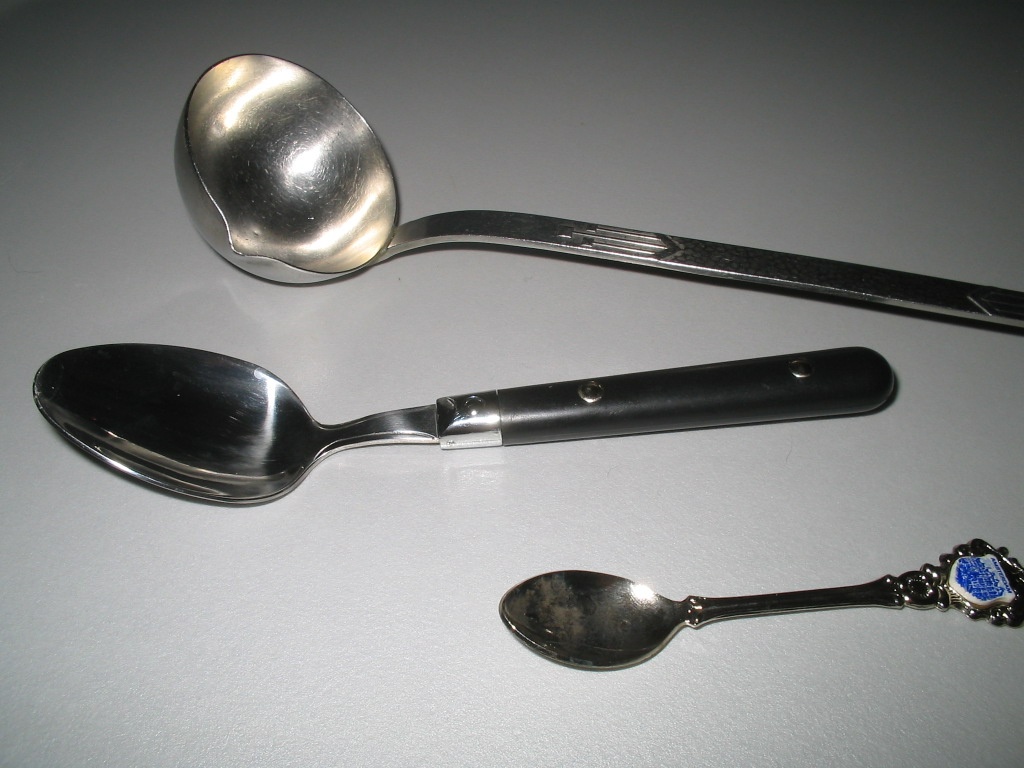
Lepels

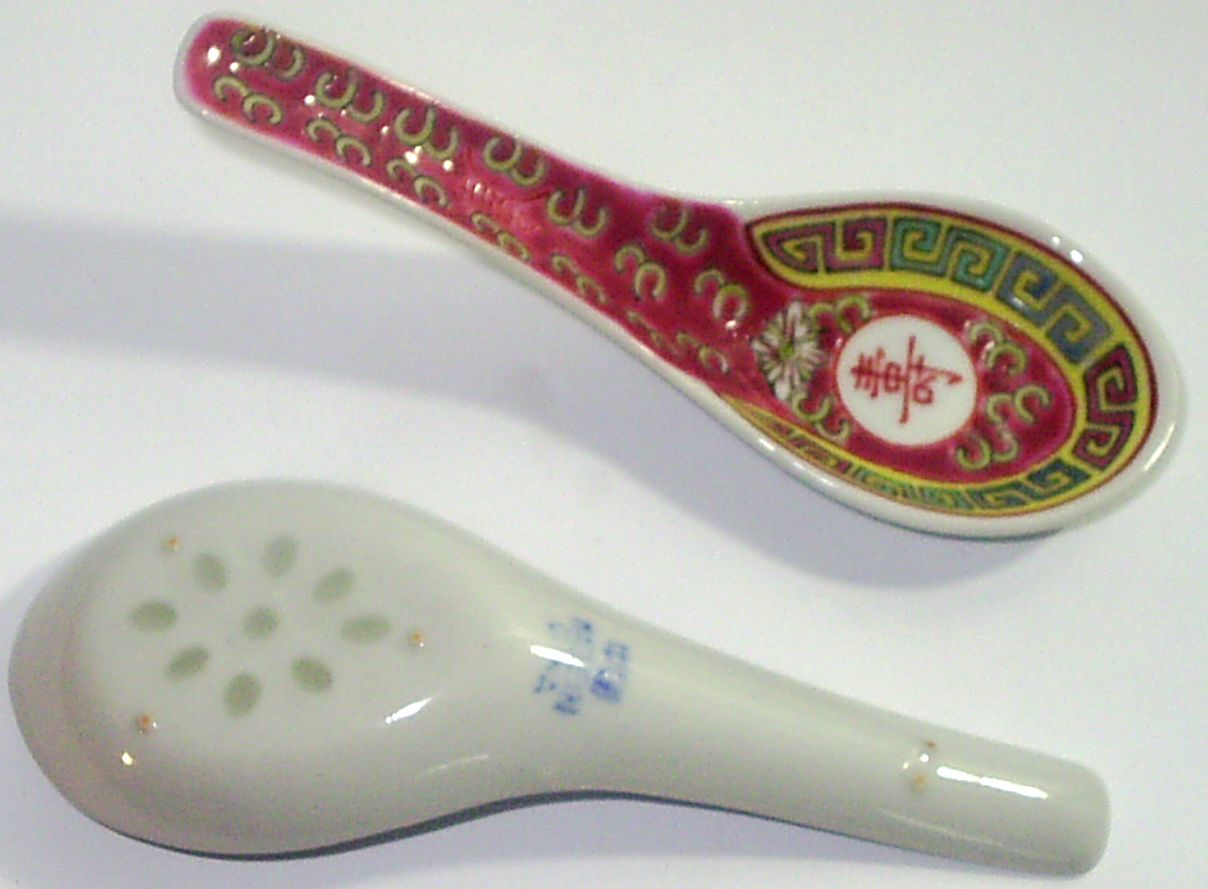
Chinese porseleinen lepels

Een lepel is een gebruiksvoorwerp waarmee voedsel in vaste of vloeibare vorm kan worden opgeschept, het is onderdeel van een bestek.
De lepel bestaat al eeuwenlang in allerlei verschillende vormen. Tegenwoordig worden lepels meestal gemaakt van metaal of kunststof. In China worden lepels van porselein gebruikt.

## Geschiedenis

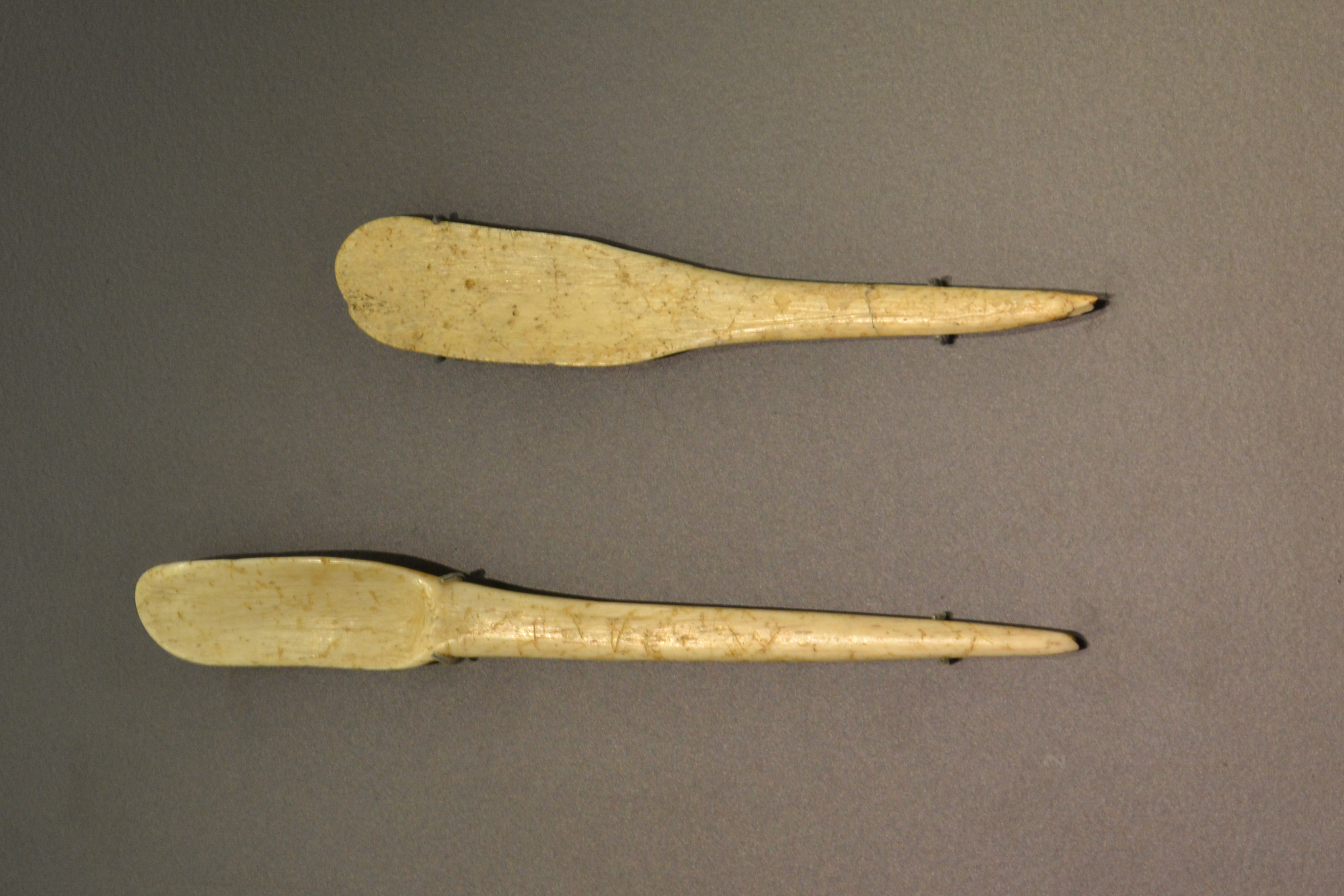
Neolithische lepels van been

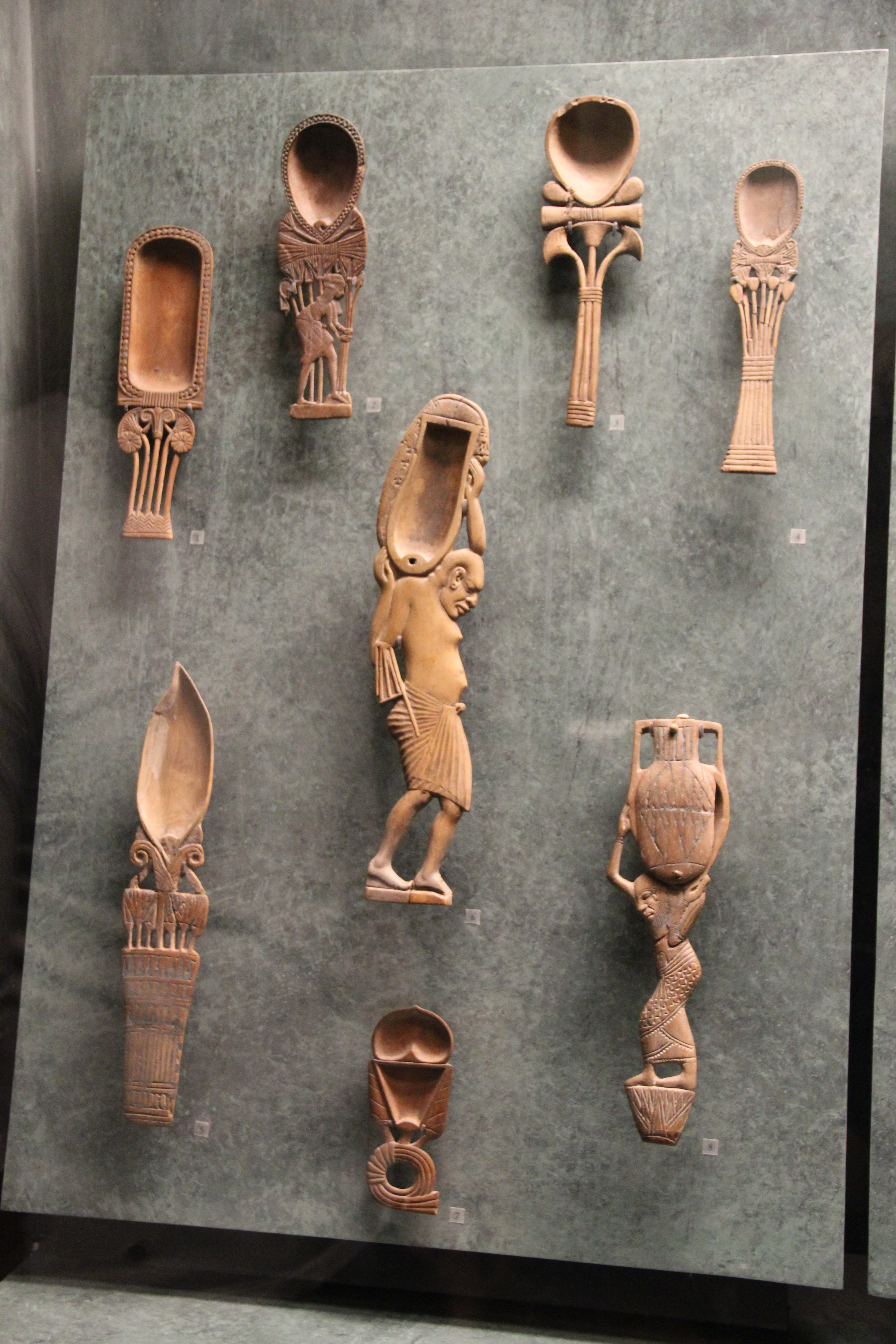
Egyptische houten lepels

De lepel, een nabootsing van de hand, is na het mes een van de oudste uitvindingen gedaan door de mens.

### Romeinse tijd

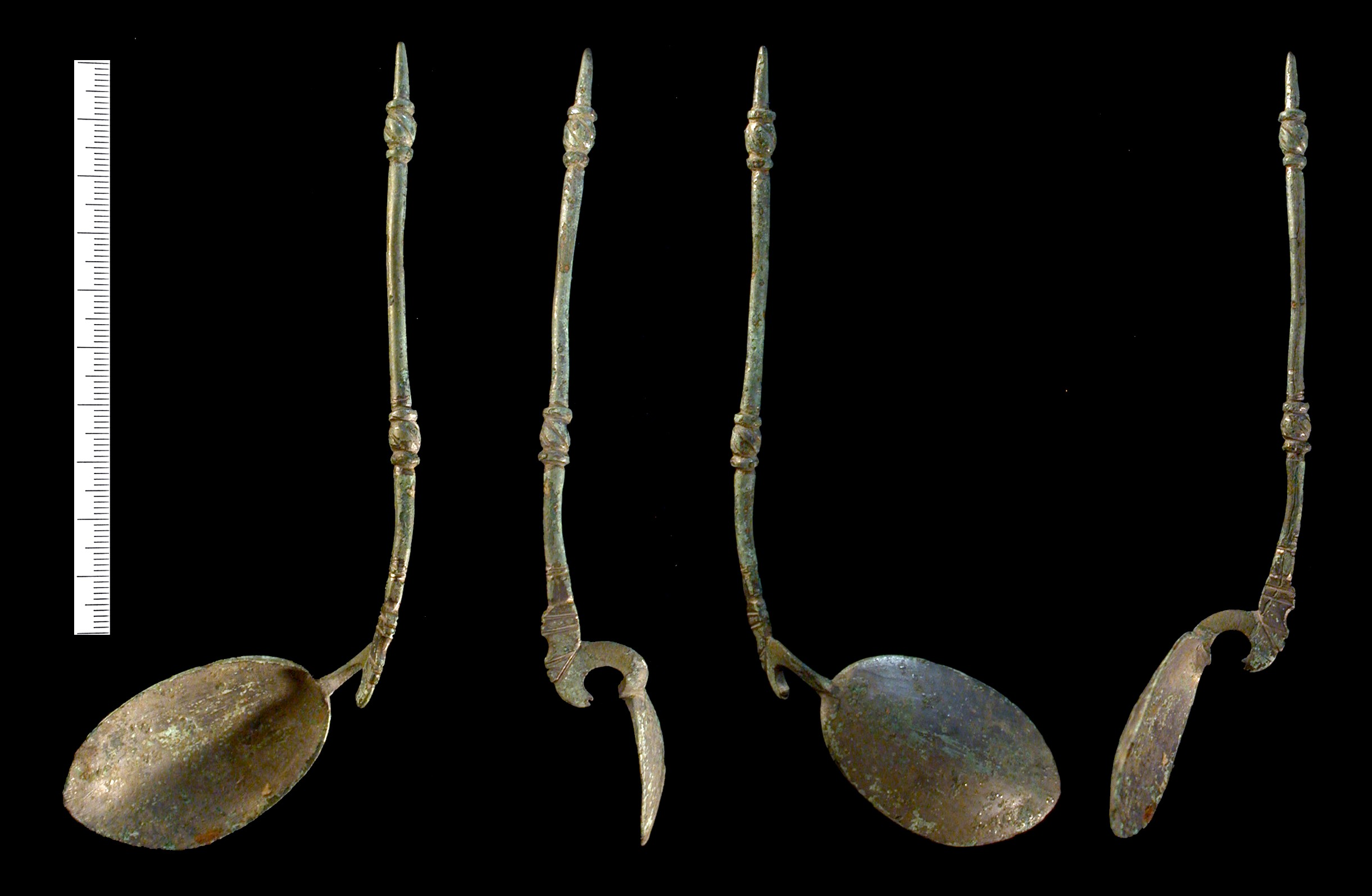
Romeinse lepels

De opgegraven Romeinse lepels hebben een kenmerkende scherpe hoek tussen steel en bak. Lepels met een scherpe punt op de steel, in het latijn heet een dergelijke voor het eten van slakken bestemde lepel een "Cochlear" waarvan het Franse "cuiller" zal zijn afgeleid, zijn overal in het rijk teruggevonden. Mogelijk werd de scherpe punt ook gebruikt voor het prikken in eierschalen, het eten van schaaldieren als alikruiken en wulken en het opprikken van lekkere hapjes.

Op lepels staan vaak godsdienstige teksten en ronde punten op de steel konden het uiterlijk van een kop of dier krijgen. De gebrekkige verbinding tussen de naald en de steel maakte de Romeinse lepels minder stevig dan onze huidige lepels.

### Middeleeuwen

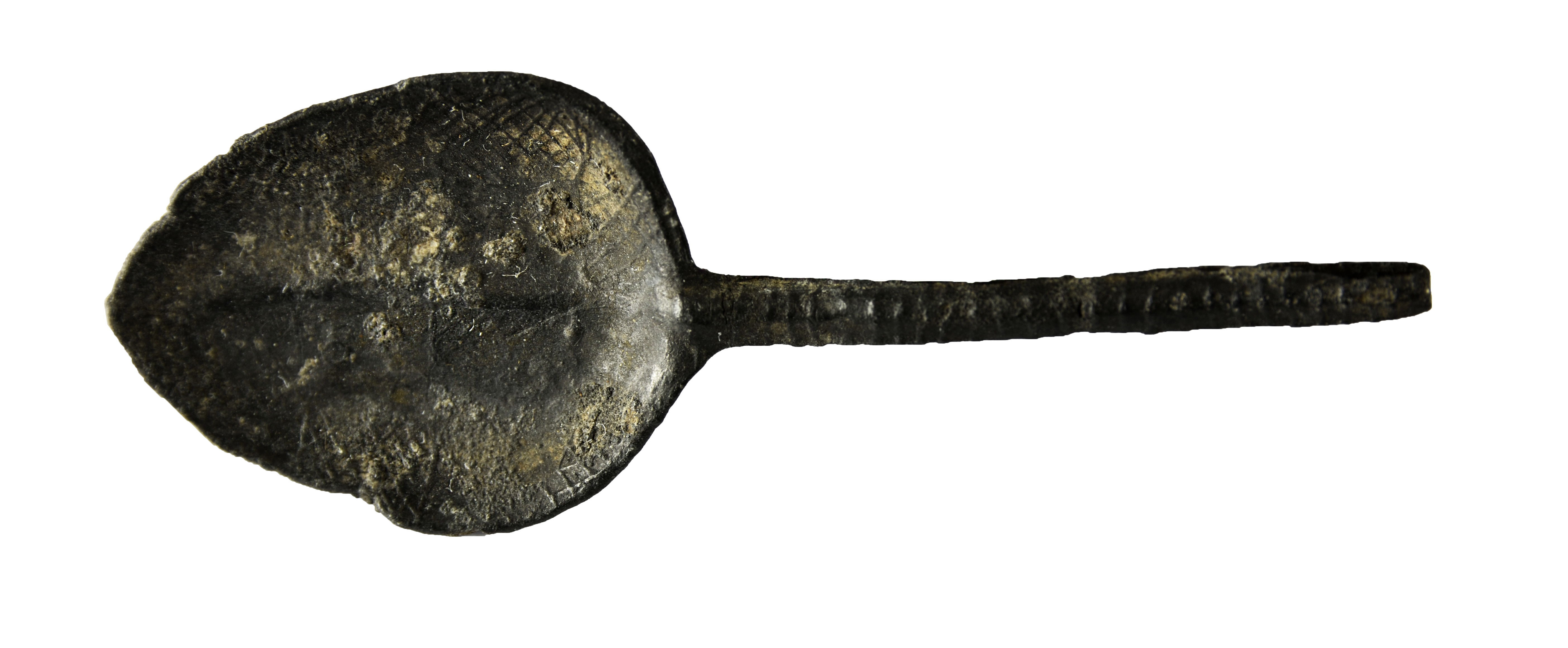
Lepel voor gebruik tijdens de eucharistie (tin-loodlegering, ca. 1300-1500). Archeologische vondst uit Brugge.

De oudste geschreven Nederlandse vermelding van een lepel, het woord is verwant aan "leppen" of "lapen" wat slurpen betekende, is in de inventaris van de nalatenschap van Floris V van Holland. De graaf bezat "enen sulveren broken lepel" en "ein en twintich sulveren leijpelen".
Velen in de middeleeuwen aten met behulp van een houtspaander waarvan het Engelse "spoon" afgeleid zou zijn. Metalen lepels waren kostbaar en de soms in de bodem teruggevonden lepels die uit een plaat koper werden geslagen waren een luxe waar een boer jaren voor spaarde. De zilveren lepels van de adel waren waarschijnlijk nog van het Romeinse model. Een zeer oude lepel voor het zalven van een koning behorende tot de Engelse regalia is in ieder geval Romeins van vorm. Ook Italiaanse lepels uit de middeleeuwen volgen nog het Romeinse voorbeeld.
Bijzonder zijn de gedeeltelijk houten, gedeeltelijk zilveren lepels uit de renaissance. In het Rijksmuseum in Amsterdam zijn twaalf perenhouten lepels met zilveren monturen op de steel in de vorm van apostelen bewaard gebleven. Zilveren en tinnen lepels met een standvoet en korte steel worden wel "medicijnenlepels" genoemd. Historisch is deze naam niet gestaafd, op schilderijen ziet men de lepels gebruiken tijdens maaltijden. 
Van de vroege 15e eeuw tot de eerste helft van de 16e eeuw worden in de Bourgondische Lage landen houten eetlepels met korte steel gemaakt die deels gedraaid (steel) en deels gesneden zijn (kom). Vanwege de korte steel waren ze makkelijk mee te nemen in een gordeltas. De kortsteellepels, ook wel vuistlepels genoemd, werden gemaakt uit fruithout, veldesdoorn en buxus. De brede peer/vijgvormige lepelbak maakte de lepel geschikt om van af te happen. Deze lepels zijn veelal versierd met een gedraaid uiteinde en vaak ook een bandje net boven de lepelbak. In de 16e eeuw ziet men een ontwikkeling waarbij de oorspronkelijk vijgvormige "scooper" van de lepels steeds ronder wordt en de steel gebogen. Later wordt de bak langwerpig zoals bij moderne lepels.
Vanaf de veertiende eeuw werden de houten lepels in de steden langzaam verdrongen door tinnen en koperen lepels. De tinnen lepels werden uiteraard gegoten terwijl koper werd gehamerd. Houten lepels zijn in keukens tot op heden in gebruik gebleven. Als eetlepel zijn ze in de Nederlanden tot in het begin van de 20e eeuw gebruikt. De laatsten die ermee aten waren boeren op het Vlaamse platteland.

### Zeventiende tot en met negentiende eeuw

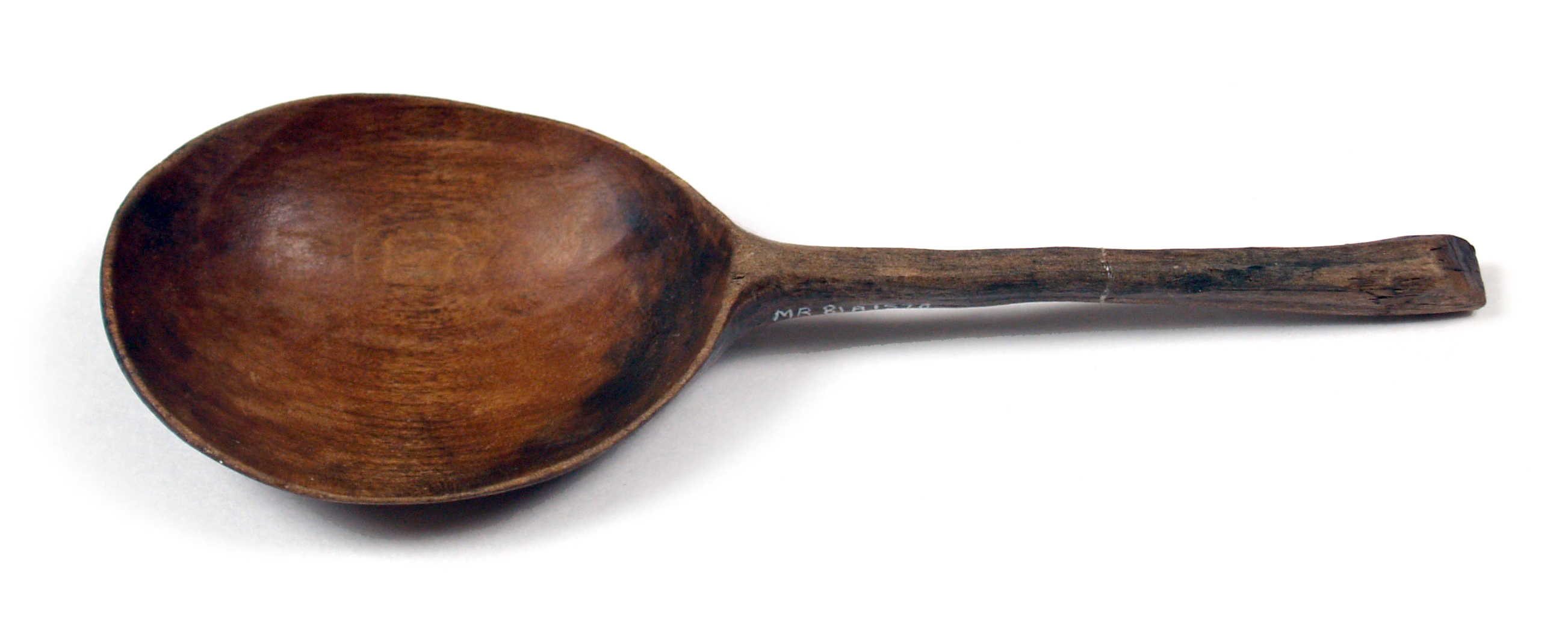
Houten lepel uit de 16de-eeuwse kraak Mary Rose

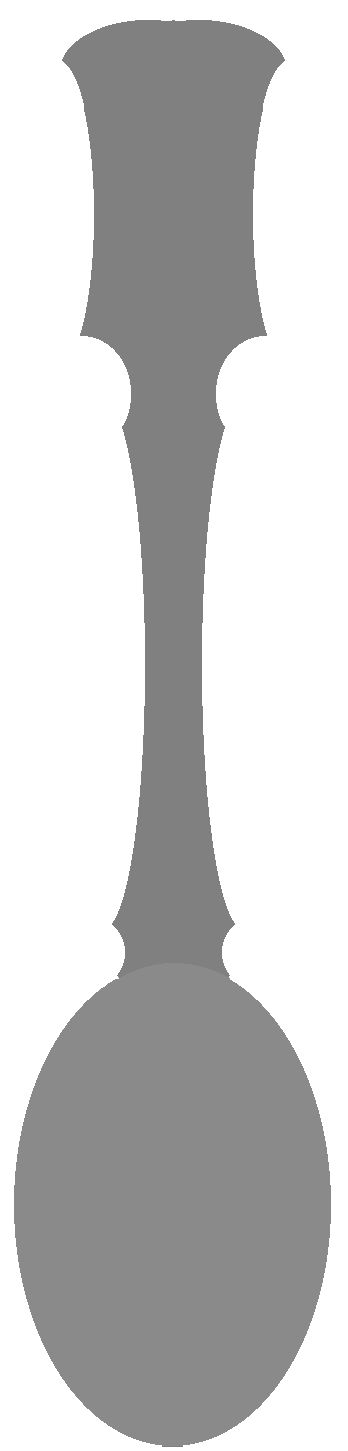
Vioolbak

In de zeventiende eeuw deed de sierlepel haar intrede. Deze pronkstukken zijn vaker bewaard gebleven dan de dagelijks gebruikte lepels. Men gaf en kocht lepels als relatiegeschenk, herinnering aan een doop of tewaterlating. Er zijn ook in Groningen gekeurde zilveren lepels met vrouwenhoofden als steeluiteinde bewaard. In Engeland noemt met dit "maidenheadlepels". Zij zouden Maria moeten voorstellen. Hadden de eerdere lepels allen ronde stelen, in de tweede helft van de 17e eeuw ontstond een nieuw model lepel met platte steel. Daar past geen eikeltje of figuurtje meer op. De meest gebruikte steeluitenden zijn nu drielobbig en de "scooper" is met een naald of lof vastgezet.
Rond 1700 ontstaat in Frankrijk het model "pied-de-biche" met een plat uitstaand steeluiteinde waarin met enige fantasie een afdruk van een "hondenpootje" kan herkennen.
Rond 1750 was het "vioolbakpatroon" geliefd. Lepels in deze Franse stijl waarbij de steel eerst heel smal en dan heel breed wordt zijn in Nederland zeldzaam. In de late 18e eeuw wordt het steeluiteinde accoladevormig. Uit de late 18e eeuw kennen we ook klaverbladvormige en afgeronde modellen. De drukke krullerige steeluiteinden die als model "rococo" of "Louis XVI" verkocht worden zijn een product van de 19e en 20e eeuw en de neo-stijlen. De oude bestekken zijn zonder uitzondering eenvoudig van vorm. Pas aan het einde van de 18e eeuw zien we steeluiteinden met beheerst uitgevoerde palmetten. Acanthusbladeren, al dan niet omgekruld, ziet men op Nederlandse lepels vanaf 1760.
De 19e eeuw bracht industrieel vervaardigde lepels en tal van nieuwe materialen zoals messing binnen bereik van een groot publiek. Aluminium couverts zijn rond 1850 een zeer kostbare rariteit en duurder dan zilver. Er komen honderden modellen met geponste versieringen op de markt waarvan de parelrand, het Hollands glad en het Haags lofje zich handhaven. Aan het eind van de 19e eeuw komt in Frankrijk de absinthlepel in zwang. Men giet de groene drank over een suikerklontje in een glas. Ook daarvoor worden lepels gemaakt die gemakkelijk een klontje bevatten en waarin gaatjes de "groene fee" laten wegstromen.

### Statussymbool

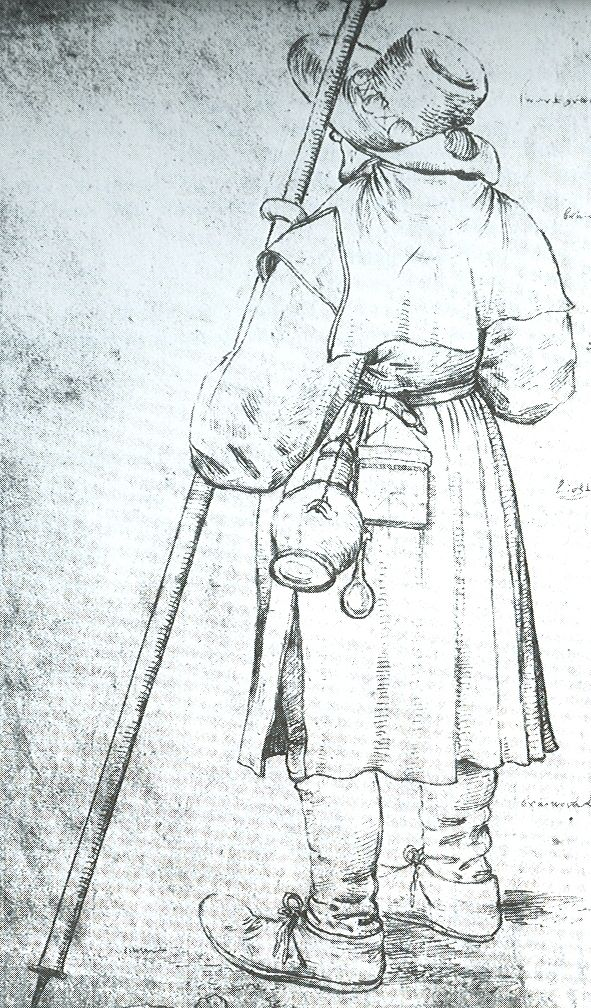
Op deze tekening van Pieter Breughel de Oude uit ongeveer 1550 draagt een pelgrim een, waarschijnlijk houten, lepel aan zijn riem

In de middeleeuwen werd in Europa reizen zonder lepel als een uitdrukking van de ergste armoede beschouwd. De arme reizigers hadden een houten lepel op zak, de rijken bezaten een zilveren of een gouden lepel. Deze lepels werden in een foedraal, een op maat gemaakt doosje, bewaard. Het was tot in de 17e eeuw gebruikelijk dat iedere gast zijn of haar eigen bestek meenam.
Het maken van goede lepels is een kunst op zich en lepels werden dan ook door de lepelmaker vervaardigd. Mes, en soms ook vork, werden elders gemaakt en gekocht. Er zijn wel tal van zilversmeden geweest die zowel lepels als vorken vervaardigden. De oude couverts bestaan daarom uit een lepel en een vork. De messen werden tot aan het einde van het gildesysteem ten tijde van de Franse Revolutie door weer een andere ambachtsman vervaardigd.
Als uitdrukking van genegenheid en toewijding werd door een man vaak een bijzonder mooie, kunstig bewerkte lepel aan een vrouw gegeven, die als siervoorwerp aan de muur werd gehangen.
De 19e eeuw zag een grote groei van het aantal modellen lepels. Waar ooit een enkele lepel en vork dienstdeden werd de tafel nu gedekt met sauslepels, natfruitlepels, groentelepels, soeplepels, opscheplepels, aardappellepels, punchlepels, roomlepels, mosterdlepels, dessert- en hors-d'oeuvrelepels, juslepels, opengewerkte strooilepels en wat dies meer zij. De toegenomen welvaart en de grote zilverproductie maakten dat mogelijk.
In Nederland worden de voor de handel bestemde zilveren en gouden lepels van een jaarletter en een gehaltestempel voorzien.

## Constructie
De lepel omvat twee constitutieve elementen: een lepelsteel en een lepelschep die de "scooper" wordt genoemd. De "scooper" zit aan het uiteinde en is het eigenlijke werktuig of instrument. De steel dient tot houvast en manipulatie van het instrument.
Deze twee worden met elkaar verbonden, meestal blijvend. Omdat de verbinding tussen steel en "scooper" het kwetsbaarste deel van de lepel is wordt deze plek soms versterkt met een zilveren plaatje, een gekartelde versterking wordt een "rattestaart" genoemd.
Doorgaans wordt een lepel als één geheel vervaardigd;het is echter denkbaar dat een steel wordt geproduceerd waarop één of meerdere lepelscheppen kunnen worden aangesloten. Eventueel wordt een dergelijke steel voorzien van verschillende instrumenten, zoals het uiteinde van een vork, mes, spatel, of ander gereedschap. Eventueel kan voor een fysische anomalie, zoals een verminkte, een kleine of bijzonder grote hand, een bijzondere steel worden gemaakt, waarop dan naar behoefte instrumenten kunnen worden aangebracht.